# TPG Capital
TPG Capital, tidigare Texas Pacific Group, är ett amerikanskt multinationellt riskkapitalbolag som investerar i företag som verkar i branscherna för energi, fastigheter, finansiella tjänster, gruvdrift, hälso- och sjukvård, industri, informationsteknik, konsumtionsvaror och teknologi. De förvaltar ett kapital på $94 miljarder för år 2018.
Företaget grundades 1992 som Texas Pacific Group av David Bonderman, Jim Coulter och William S. Price III.
De har huvudkontor i både Fort Worth i Texas och San Francisco i Kalifornien.

## Företag
Ett urval av de företag de har investerat i:
| - Airbnb - Alltel - Armstrong World Industries - Burger King - China International Capital Corporation - Cirque du Soleil - Continental Airlines - Creative Artists Agency | - Ducati - Lenovo - McAfee - Petco - Spotify - Uber - Univision - Vice |

## Närvaro
De har närvaro på följande platser världen över.
| Asien: - Bombay, Indien - Hongkong, Kina - Peking, Kina - Seoul, Sydkorea - Singapore | Europa: - London, England, Storbritannien - Luxemburg, Luxemburg - Moskva, Ryssland | Nordamerika: - Austin, Texas, USA - Boston, Massachusetts, USA - Dallas, Texas, USA - Fort Worth, Texas, USA - Houston, Texas, USA - New York, New York, USA - San Francisco, Texas, USA | Oceanien: - Melbourne, Australien |